# Xiamu Dang
Xiamu Dang är en sjö i Kina. Den ligger i provinsen Zhejiang, i den östra delen av landet, omkring 98 kilometer nordost om provinshuvudstaden Hangzhou. Xiamu Dang ligger 2 meter över havet. Arean är 2,0 kvadratkilometer. Trakten runt Xiamu Dang består till största delen av jordbruksmark. Den sträcker sig 3,0 kilometer i nord-sydlig riktning, och 2,2 kilometer i öst-västlig riktning.
Genomsnittlig årsnederbörd är 1 712 millimeter. Den regnigaste månaden är juni, med i genomsnitt 277 mm nederbörd, och den torraste är november, med 65 mm nederbörd.